# Barbara Hulanicki
Barbara Hulanicki (ur. 8 grudnia 1936 w Warszawie) – brytyjska projektantka mody pochodzenia polskiego, która zdobyła sławę jako założycielka stylowego domu mody „Biba”. W 2012 roku za osiągnięcia projektanckie odznaczona została przez królową Elżbietę II Orderem Imperium Brytyjskiego IV klasy (OBE).

## Życiorys

### Młodość i początki kariery
Jej ojcem był polski dyplomata Witold Hulanicki. W 1948 roku przebywał w Jerozolimie, gdzie został uprowadzony, a następnie zamordowany. Po tym wydarzeniu rodzina przeniosła się do Brighton w Anglii. Tutaj Barbara Hulanicki zdobyła wykształcenie. Po ukończeniu studiów na Akademii Sztuk Pięknych w Brighton (obecnie Uniwersytet w Brighton), Hulanicki wygrała konkurs na kostiumy plażowe, zorganizowany przez dziennik „London Evening Standard” w 1955 roku.
Działalność w świecie mody rozpoczęła wykonując na własny rozrachunek szkice modnych kreacji dla różnych czasopism o modzie, jak „Vogue”, „Tatler” oraz „Women’s Wear Daily”.

### Marka „Biba”

#### Nowy biznes
W roku 1963 Barbara wspólnie z mężem Stephenem Fitz-Simonem uruchomiła firmę wysyłkową „Biba”, której klientami miały być młode kobiety. Wcześniej nie było możliwości nabycia tego typu modnej odzieży poza Londynem. Firma została zasypana zleceniami na sukienkę bez rękawów z kraciastej bawełny, która pojawiła się wówczas w dzienniku Daily Mirror”. Nowy produkt Hulanickiej dzięki kombinacji przystępnej ceny (25 szylingów – około 23 dzisiejszych funtów) i modnej stylizacji, zdobył uznanie młodych kobiet, które nie chciały ubierać się jak ich matki. Rok później przy Abingdon Road 87 w londyńskim Kensington otworzono pierwszy sklep „Biba”, który oferował modne, atrakcyjne, tanie, wysokiej jakości ubrania oraz dodatki.

#### Popularność
W roku 1966 Hulanicki przeniosła „Bibę” do budynku przy ulicy Kensington Church 19–21, stając się centrum dla każdego kto był zainteresowany nurtem swingujący Londyn. W sklepie pojawiły się aktorki Brigitte Bardot i Mia Farrow wraz z ówczesnym mężem Frankiem Sinatrą. Dzięki lepszej lokalizacji, wysublimowanej, unikalnej atmosferze oraz bogatemu wystrojowi w stylach Art Nouveau i Art déco butik stał się popularnym miejscem zakupów. Prowadząca muzyczny program telewizyjny Ready Steady Go! Cathy McGowan po odkryciu marki, była medialną prekursorką w promowaniu produktów Barbary poprzez noszenie jej ciuchów na wizji, a także zachwycając się nimi w obecności goszczących w audycji gwiazd sceny muzycznej m.in. Cilli Black. Jako młoda dziewczyna Anna Wintour wkroczyła w świat mody jako ekspedientka domu mody „Biba”. Sklep Hulanickiej stał się ulubionym miejscem spotkań i zakupów dla artystów – gwiazd filmowych i muzyków rockowych – takich jak Mick Jagger, David Bowie, czy Marianne Faithfull.

#### Koniec passy
Kres popularności firmy „Biba” był tak spektakularny, jak pojawienie się marki na rynku brytyjskim. Na przełomie 1975/1976 roku słabnąca i pogarszająca się sytuacja przedsiębiorstwa trwająca kilka miesięcy zakończyła się zniknięciem marki z rynku. Powodem zakończenia działalności „Biby” było utracenie przez Barbarę kontroli nad sklepem na rzecz jednej z najpotężniejszych firm deweloperskich i inwestycyjnych na Wyspach – British Land.

### Dalsza kariera
Po zamknięciu Biby Hulanicki nadal działała w świecie mody, projektując dla takich firm jak Fiorucci i Cacharel. W latach 1980–1992 zaprojektowała kolekcję ubranek dziecięcych „Minirock”, przeznaczoną na rynek japoński.
W 1990 roku wydała powieść pt. Disgrace, przełożoną na język polski i wydaną w 1994 roku pt. Hańba.
Po zamieszkaniu około 1999/2000 roku w Miami na Florydzie, zajęła się projektowaniem wnętrz, m.in. hoteli na Jamajce i wyspach Bahama dla firmy Island Outpost Group Chrisa Blackwella. W 2006 roku Hulanicki zaprojektowała tapety dla europejskiej sieci sklepów detalicznych Habitat, oferujących wyposażenie domowe. Jest ona także autorką wzorów tapet w stylu art nouveau dla zakładów Graham & Brown, produkujących ścienne materiały wykończeniowe. Brytyjka wkroczyła także na rynek indyjski ze swoją kolekcją mody i artykułów gospodarstwa domowego.
Brytyjska sieć sklepów detalicznych Topshop, która otworzyła nowy sklep w Nowym Jorku w kwietniu 2009 roku, w tym samym miesiącu do sprzedaży wprowadziła kolekcję opartą na wzorach Hulanickiej.
Wystawa szkiców Hulanickiej w jednej z londyńskich galerii zainteresowała zaopatrzeniowców z sieci sklepowej „Topshop” i w rezultacie w ostatniej kolekcji tej sieci znalazły się zwiewne suknie szyfonowe i bluzki przypominające pierwotny styl „Biby”. Oprócz tego znalazły się też tam cieszące się dużym wzięciem wyroby z dzianiny ze wzorami pierwotnych szkiców Barbary, kostiumy bikini oraz krótki żakiet zamszowy. Kolekcja ta cieszyła się ogromną popularnością. W tym samym czasie na rynek trafiła torebka w stylu art nouveau zaprojektowana przez Hulanicką dla firmy Coccinelle. Była to druga kolekcja toreb dla włoskiej marki przeznaczona na sezon wiosna/lato.
W 2009 roku Hulanicki odniosła się do sytuacji na rynku wzornictwa: „Nie ma zbyt dużej różnicy w dzisiejszych czasach w porównaniu z latami 70., aczkolwiek istnieje dziś większy wybór. Cechą charakterystyczną obu tych epok jest entuzjazm, jeśli tylko naciśniemy właściwy guzik.”.
W roku 2012 podczas noworocznej ceremonii Hulanicki została odznaczona Orderem Oficerskim Imperium Brytyjskiego (OBE) za osiągnięcia projektanckie.

## Życie prywatne
Jej rodzicami byli Wiktoria i Witold Hulaniccy. Z tego małżeństwa oprócz Barbary urodziły się Beatrice (ur. 1938) i Biruta „Biba” (ur. 1942). Ojcem chrzestnym Barbary był Edward Śmigły-Rydz.
Na przełomie XX i XXI w. zamieszkała w Miami.